# ГЕС Нуоюа
ГЕС Нуоюа (фін. Nuojuan voimalaitos) — гідроелектростанція в центральній частині Фінляндії у провінції Кайнуу. Становить другий ступінь у каскаді на річці Оулуйокі (впадає у Ботнічну затоку), знаходячись між ГЕС Йюльхама (вище за течією) та Утанен.
Спорудження станції почалось у 1949 році та завершилося введенням трьох гідроагрегатів у 1954—1955 роках. Через наявність поблизу інфраструктури, створеної під час будівництва ГЕС Йюльхама, ГЕС Нуоюа потребувала найменших вкладень серед споруд каскаду на Оулуйокі.
Земляна гребля звузила русло річки, яке було остаточно перекрите двома водоскидними шлюзами та машинним залом. Останній обладнаний турбінами типу Каплан загальною потужністю 81 МВт, які при напорі 22 м забезпечують виробництво 360 млн кВт·год на рік.